# بير تيودور كليفه

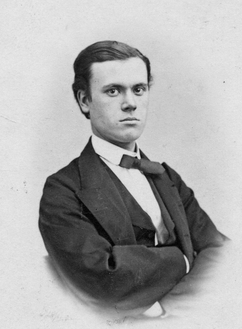
بير تيودور كليفه

بير تيودور كليفه (بالسويدية Per Teodor Cleve) هو عالم كيمياء وأحياء وتعدين سويدي عاش بين 10 فبراير 1840 و 18 يونيو 1905.
ينسب لبيير تيودور كليفه اكتشاف عنصري الهولميوم والثوليوم، كما انه أكّد اكتشاف الهيليوم من خلال تجاربه على معدن الكليفيت، الذي ينسب تسميته إليه.

## حياته
ولد بير تيودور كليفه في ستوكهولم عام 1840 كالابن الثالث عشر لوالده. تعود جذور والده إلى ألمانيا التي هاجر أجداده منها أواخر القرن الثامن عشر.
درس العلوم الطبيعية في جامعة أوبسالا وأكمل فيها تعليمه العالي حتى أصبح مساعدا بروفيسور عام 1860.
أصيب عام 1904 بمرض التهاب الجنبة، والذي توفي على أثره بعد سنة.

## روابط خارجية
- بير تيودور كليفه على موقع الموسوعة البريطانية (الإنجليزية)
- بير تيودور كليفه على موقع إن إن دي بي (الإنجليزية)